# Kebri Dahar
Kebri Dahar (en somalí: Qabridahare, en amárico: ቀብሪ ደሓር) es una ciudad en la zona de Korahe de la región Somalí de Etiopía. 

## Toponimia
El lugar también se conoce mediante el topónimo italiano Gabredarre.

## Geografía
Kebri Dahar se encuentra a orillas del río Fafen. 

## Historia
La primera mención de Kebri Dehar en Ogaden es en 1931, cuando fue descrito como "un campo de soldados" que padecían malaria; aunque el asentamiento estaba a 500 metros sobre el río, los matorrales no habían sido limpiados y proporcionaban a los mosquitos cobertura suficiente para llegar a sus víctimas. Según Margery Perham, antes de la segunda guerra italo-etíope, los italianos establecieron una guarnición en Kebri Dehar.
En 1958 se estaba construyendo un hospital para la ciudad, cuando el emperador Haile Selassie lo inspeccionó durante un viaje por Ogadén. En 1966 se construyó una carretera que conecta Kebri Dehar y la nueva ciudad de Gode.
Durante la guerra de Ogadén en 1977, Kebri Dehar fue defendida por la Novena Brigada etíope contra el ejército somalí antes de abandonarla en desbandada tras la victoria del ejército somalí, que capturó la ciudad a partir de entonces. Kebri Dahar fue recapturada por la Tercera Brigada de Paracomando de Etiopía el 8 de marzo de 1978.
En 2007, la Autoridad de Carreteras de Etiopía anunció un proyecto de construcción para conectar Kebri Dehar con las ciudades vecinas. Una carretera, que incluirá 113,5 kilómetros de carretera pavimentada y cinco puentes, conectará Kebri Dehar con Shekosh, mientras que una segunda, que incluirá la creación de 95 kilómetros de carretera pavimentada y la construcción de seis puentes grandes y medianos, conectará la ciudad con Danan.

## Demografía
Según cifras de la Agencia Central de Estadística de Etiopía, Kebri Dahar tenía una población total estimada de 100.191 habitantes en 2005, de los cuales 51.327 son hombres y 48.864 mujeres. El censo de 1997 informó que esta ciudad tenía una población total de 24.263 de los cuales 12.768 eran hombres y 11.495 mujeres. Los dos grupos étnicos más grandes reportados en esta ciudad fueron los somalíes (89%) y los amhara (3%). La ciudad es también el asentamiento más grande en el woreda de Kebri Dehar.

## Economía
Kebri Dehar tiene el mercado más importante de la zona de Korahe. Además del ganado y los alimentos locales, a través de Bosaso se importan bienes como ropa y electrodomésticos y alimentos desde Burao y, en menor medida, también existen conexiones con Mogadiscio y Hargeisa.

## Infraestructura

### Educación y sanidad
Hay instituciones públicas en la ciudad de Kebri Dehar, como la Universidad de Kebri Dehar, la Facultad de Ciencias de la Salud de Kebri Dehar, la Escuela de Formación de Profesores de Kebri Dehar, la Escuela Politécnica de Kebri Dehar, hospitales y la agencia farmacéutica etíope. 

### Transporte
Kebri Dehar cuenta con el servicio del Aeropuerto Internacional de Kebridahar (código OACI: HAKD, IATA: ABK) con pista de grava.